# Heinrich Düker
Heinrich Düker (* 24. November 1898 in Dassel; † 8. November 1986 in Saarbrücken) war ein deutscher Psychologe, Politiker und Oberbürgermeister von Göttingen.

## Leben
Heinrich Düker wurde in einer Bauernfamilie geboren. Im Ersten Weltkrieg wurde er schwer verwundet. Düker studierte ab 1919 an der Universität Göttingen Psychologie und war dort zunächst ein Schüler von Georg Elias Müller. 1925 promovierte er bei Narziß Ach über das Gesetz der speziellen Determination. Im Jahr 1929 habilitierte er sich im Fachgebiet Arbeitspsychologie und war anschließend von 1930 bis 1935 Dozent für Psychologie in Göttingen.
Von 1936 bis 1939 war er wegen politischen Hochverrats aufgrund Tätigkeiten in Internationaler Sozialistischer Kampfbund und Deutscher Freidenker-Verband inhaftiert. Zwischen 1940 und 1944 arbeitete er als Psychologe bei einem Berliner Unternehmen, wurde aber 1944 erneut verhaftet und in das KZ Sachsenhausen gebracht.
Nachdem das Konzentrationslager 1945 befreit worden war, kehrte Düker als Professor nach Göttingen zurück, wo er 1946 als SPD-Mitglied zum ersten Oberbürgermeister der Stadt gewählt wurde. Er amtierte vom 1. November 1946 bis zum 31. Oktober 1947. Im Jahr 1947 trat er nicht zur Wiederwahl an.
Im gleichen Jahr nahm er einen Ruf an die Universität Marburg an, an der er bis 1967 einen Lehrstuhl für Psychologie innehatte. Dükers Hauptinteresse war eine Psychologie des Wollens, außerdem Lern- und Pädagogische Psychologie sowie pharmakologische  Auftragsforschung. Als Experimentalpsychologe begründete er die Tagung experimentell arbeitender Psychologen (TeaP) 1959 in Marburg (organisiert mit Werner Traxel), die bis heute jährlich stattfindet.

## Forschung
Sein Forschungsinteresse galt folgenden Fachgebieten:
- Experimentelle Psychologie
- Neuropsychologie
- Pädagogische Psychologie
- Persönlichkeitspsychologie
- Volitionspsychologie

## Auszeichnungen
- 1975 verlieh ihm die Universität Düsseldorf den Titel eines Ehrendoktors der Naturwissenschaftlichen Fakultät.
- 1978 zeichnete ihn die Deutsche Gesellschaft für Psychologie mit der Wilhelm-Wundt-Medaille aus.
- 1985 wurde Düker zum Ehrenbürger der Stadt Göttingen ernannt.

Weiterhin erinnert eine Gedenktafel im Georg-Elias-Müller-Institut für Psychologie der Universität Göttingen an Düker. Im Bereich des Universitätscampus gibt es zudem den Heinrich-Düker-Weg.

## Werksauswahl
- Über das Gesetz der speziellen Determination. Ein experimenteller Beitrag zur Lehre vom Willen. In: Untersuchungen zur Psychologie, Philosophie und Pädagogik, Bd. 5 (1925), H. 2, S. 97–172.
- Psychologische Untersuchungen über freie und zwangsläufige Arbeit (= Zeitschrift für Psychologie, Ergänzungsbd. 20). Barth, Leipzig 1931.
- Leistungsfähigkeit und Keimdrüsenhormone. Untersuchungen über die Behebung von Erschöpfungszuständen. Barth, München 1957.
- Der Konzentrations-Leistungs-Test K-L-T. Hogrefe, Göttingen 1959
- Hat Jaensches Lehre von der Eidetik heute noch eine Bedeutung? In: Psychologische Beiträge, Bd. 8 (1962), H. 2/3, S. 238–253.
- Über reaktive Anpassungssteigerung. In: Zeitschrift für experimentelle und angewandte Psychologie, Bd. 10 (1963), S. 47–72.
- Über die Wirkung der Veranschaulichung von Unterrichtsstoffen auf das Behalten. In: Klaus W. Döring (Hrsg.): Lehr- und Lernmittelforschung. Beltz, Weinheim 1971, S. 117–132, ISBN 3-407-18273-2.
- Heinrich Düker. In L. J. Pongratz, W. Traxel & E. G. Wehner (Hrsg.), Psychologie in Selbstdarstellungen (S. 43–86). Huber, Bern 1972.
- Untersuchungen über die Ausbildung des Wollens. Huber, Bern 1975, ISBN 3-456-80078-9.
- Über unterschwelliges Wollen. Experimentelle Beiträge zur Theorie der Handlung. Hogrefe, Göttingen 1983, ISBN 3-8017-0193-X.